# Harold Livingston
Harold Livingston (Haverhill, 4 settembre 1924 – Westlake Village, 28 aprile 2022) è stato uno scrittore e sceneggiatore statunitense.

## Biografia
Dopo aver combattuto durante la seconda guerra mondiale è stato tra i fondatori dell'Heyl Ha'Avir e ha dato un importante contributo alla vittoria di Israele durante la guerra arabo-israeliana del 1948. 
Tornato negli Stati Uniti ha esordito nella narrativa nel 1954 con The Coasts of the Earth, storia romanzata del conflitto arabo-israeliano premiata con l'Houghton Mifflin Literary Fellowship Award.
In seguito ha alternato la stesura di romanzi al lavoro di sceneggiatore per il cinema e per la televisione prediligendo il genere fantascientifico ed è principalmente noto per aver co-sceneggiato il film Star Trek del 1979.
È morto nella sua abitazione a Westlake Village il 28 aprile 2022 all'età di 97 anni.

## Opere

### Romanzi
- The Coasts of the Earth (1954)
- The Detroiters (1958)
- L'emozionometro (The Climacticon, 1960), Piacenza, La tribuna, Galassia N. 142, 1971 traduzione di Gabriele Tamburini
- Ride a Tiger: A Novel (1987)
- Touch The Sky (1991)
- To Die in Babylon (1993)
- No Trophy, No Sword (1994)

## Filmografia (parziale)

### Sceneggiatore
- I contrabbandieri del cielo (The Hell with Heroes), regia di Joseph Sargent (1968)
- Star Trek (Star Trek: The Motion Picture), regia di Robert Wise (1979)

## Televisione (parziale)

### Sceneggiatore
- Iron Horse Serie TV Episodio 1x23 (1967)
- L'uomo da sei milioni di dollari (Six Million Dollar Man) Serie TV Episodio 1x04 (1974)